# Чемпионат мира по смешанным единоборствам MMA World 2024
Чемпионат мира по смешанным единоборствам 2024 — ежегодное спортивное соревнование по смешанным единоборствам, организуемое Международной ассоциацией смешанных боевых единоборств MMA World. Турнир прошёл с 22 по 24 ноября в Ханты-Мансийске в Центре развития теннисного спорта. В соревнованиях приняли участие 160 спортсменов из 35 стран. Были разыграны 16 комплектов медалей — в 10 весовых категориях у мужчин и 6 — у женщин.
В общем зачёте победила сборная России, второе место заняла сборная Таджикистана, третье — сборная Белоруссии.

## Медалисты

### Мужчины
| Весовая категория | Золото              | Серебро                 | Бронза                                |
| ----------------- | ------------------- | ----------------------- | ------------------------------------- |
| до 52,2 кг        | Фарход Рахмоналиев  | Карен Газарян           | Мудасир Сайалиев Кароматулло Расулов  |
| до 56,7 кг        | Абдул-Малик Сириев  | Магомедганифе Гусейнов  | Масрур Холзода Эрхембаяр Рентсенсенге |
| до 61,2 кг        | Сахиль Сакиров      | Мухаммадкабир Назарзода | Зикрулло Абдуназаров Сергей Кузнецов  |
| до 65,8 кг        | Юсуп Халухоев       | Шухрат Миравазов        | Эрик Аллахвердян Джамалутдин Гусейнов |
| до 70,3 кг        | Илья Фомочкин       | Алавдин Суюндиков       | Георгий Павлов Андрей Сарбу           |
| до 77,1 кг        | Хамид Амирмагомедов | Шамиль Гамидов          | Даут Гублия Рустам Джайчиев           |
| до 83,9 кг        | Мурад Абдулатипов   | Фахрудин Шихкеримов     | Даниил Губин Рокко Консерва           |
| до 93 кг          | Магомед Гасанов     | Абдула Исаев            | Юрий Осецкий Гаджи Гаджиев            |
| до 120,2 кг       | Гамзат Сиражудинов  | Омар Гасайниев          | Мамаду Бал Ндур Сенегалес Мамаду      |
| св. 120,2 кг      | Аслан Хазботов      | Муса Курамагомедов      | Еркебулан Алтымбеков                  |

### Женщины
| Весовая категория | Золото                   | Серебро              | Бронза                               |
| ----------------- | ------------------------ | -------------------- | ------------------------------------ |
| до 47,6 кг        | Галина Мальцева          | Екатерина Дёмина     | Нарантур Энхджин Надиа Балбис        |
| до 52,2 кг        | Моника Петровская        | Бибимавлюда Назарова | Оксана Коновалова Марина Овчинникова |
| до 56,7 кг        | София-Рейна Гарса-Кастро | Вера Лоткова         |                                      |
| до 61,2 кг        | Полина Балдина           | Валерия Корнева      | Елизавета Попова Лилия Казак         |
| до 65,8 кг        | Ангелина Стрекалина      | Дарья Пирогова       |                                      |
| до 70,3 кг        | Татьяна Девятова         | Кристина Морозова    | Олча Монгуш Ксения Караева           |